# Прометеева полёвка
Прометеева полёвка (лат. Prometheomys schaposchnikowi) — грызун подсемейства полёвковых. Единственный вид в роде Прометеевых полёвок (лат. Prometheomys). Латинское видовое название дано в честь коллектора типового экземпляра Х. Г. Шапошникова.

## Внешний вид
Длина тела от 13 до 17 см, хвоста до 6,5 см. Имеет ряд приспособлений к подземному образу жизни. Тело вальковатое, шейный перехват практически не заметен. Уши скрыты под шерстью. На всех пальцах, кроме, первого очень сильно развиты когти, особенно на передних конечностях. Первые пальцы укорочены с небольшими когтями. Волосяной покров очень густой. Окраска спины коричневато-охристая, брюшной — серая с жёлтым оттенком. Довольно часто встречается меланизм.

## Распространение
Прометеева полёвка — эндемик Кавказа. Встречается в западной части Кавказского перешейка от субальпийских предгорий Главного Кавказского хребта до Северо-Восточной Турции. Обитает на лугах субальпийского и альпийского поясов на высоте 1500—2000 м.

## Образ жизни
Прометеева полёвка ведет подземный образ жизни, лишь изредка выходя на поверхность. Норы неглубокие, со сложной системой кормовых ходов. Делает запасы на зиму. Живут прометеевы полёвки колониями, состоящими из 2—3 семей.